# Tatort: Spiel mit Karten
Spiel mit Karten ist ein Fernsehfilm aus der Krimireihe Tatort. Der vom Bayerischen Rundfunk produzierte Beitrag wurde am 27. Juli 1980 im Ersten Programm der ARD erstgesendet.
Es ist die 114. Folge der Tatort-Reihe. Für Kriminalhauptkommissar Melchior Veigl ist es sein 14. Fall.

## Handlung
Hansgünther Geroth, Herausgeber eines Anzeigenblatts, verlässt spät in der Nacht das Lokal „Waldschänke“,  steigt in sein Auto und fährt mit überhöhter Geschwindigkeit davon. Als er in einer scharfen Kurve bremsen will, reagiert das Fahrzeug trotz seiner verzweifelten Bemühungen nicht, fliegt aus der Kurve und überschlägt sich mehrfach. Geroth wird mit dem Rettungswagen abtransportiert. Als seine Frau Angelika wenig später in der Klinik erscheint, erfährt sie, dass ihr Mann soeben verstorben sei. Ihre Frage, ob er noch etwas gesagt habe, verneint der Arzt mit dem Hinweis, dass er bis zur letzten Minute ohne Bewusstsein gewesen sei. Angelika Geroth bedankt sich ziemlich emotionslos und geht.
Nach der Bergung des Fahrzeugs stellt sich heraus, dass die Bremsen des Wagens nicht reagiert haben, weil die Bremsleitungen von Geroths Auto durchtrennt worden sind. Veigl und Lenz sprechen mit dem Kfz-Sachverständigen Stumpf. Er erläutert ihnen, dass die Bremsen zuerst noch reagiert hätten. Erst bei schnellerer Fahrt hätten sich die durchtrennten und notdürftig wieder aneinandergeschlossenen Kontakte vollständig gelöst, so dass das Fahrzeug nicht mehr zu bremsen gewesen sei. Auf Nachfrage führt er aus, dass man an die Bremsleitungen nicht so ohne Weiteres herankomme, der Täter hätte schon unter dem Wagen liegen oder einen Wagenheber benutzen müssen. Das sei durchaus in einer Zeitspanne von drei bis vier Minuten möglich, wenn jemand sich geschickt anstelle.
Bei Ermittlungen in der „Waldschänke“ erzählt der Wirt Rudi Schmidtbauer, dass außer Geroth am vorigen Abend noch einige Stammgäste und seine Bedienung Rita anwesend gewesen seien. Vom Wirt erfahren sie auch, dass Geroth nicht beliebt war und man ihn für einen ziemlichem Angeber gehalten hat. Rita Huber verneint Veigls Frage, ob sie ein Verhältnis mit Geroth gehabt habe. Er habe sie auf die Rennbahn eingeladen, wo er oft gewesen sei, dort habe er an einem einzigen Renntag 2000 DM verloren, sich aber wenig daraus gemacht.
Als Veigl Angelika Geroth nach ihrem Alibi für die Tatzeit befragt, erzählt sie ihm freimütig, dass sie ihren Mann gehasst habe. Zur fraglichen Zeit sei sie mit ihrem kleinen Sohn Sascha allein zu Hause gewesen. Ihr Mann sei der widerwärtigste und rücksichtsloseste Mensch gewesen, den sie je kennengelernt habe. Sie habe erfolglos versucht, von ihm wegzukommen. Als Walter Schwarz auf einer Feier einmal ein wenig mit ihr geflirtet habe, habe ihn ihr Mann so runtergemacht, dass er den Saal verlassen habe. Sie wisse nicht, ob er auf dem Rennplatz viel Geld verloren habe. Ihr Mann sei der Meinung gewesen, dass sie das genauso wenig etwas angehe, wie alles andere, was er getan habe.
Kurz darauf wird Veigl von seinem Kollegen Wiegand aus dem Betrugsdezernat informiert, dass bei ihm im Büro der Textilfabrikant Paul Kronhoff sitze, der angibt, von Geroth erpresst worden zu sein. Kronhoff war an jenem Abend auch Gast in der „Waldschänke“. Er erzählt Veigl, dass Geroth ihn damit erpresst habe, dass er von einem Seitensprung mit seinem Au-pair-Mädchen Denise gewusst habe. Erst habe er 18.000 DM verlangt und jetzt gar 50.000, obwohl er doch, wie er aus der Zeitung erfahren habe, durch einen Autounfall ums Leben gekommen sei.
In die Agentur Geroth ist eingebrochen worden. Veigl meint trocken, jetzt müsse man bald eine Sonderkommission aus drei Dezernaten bilden: Mord, Erpressung und Einbruch. Die Beamten zeichnen den nächsten Anruf des Erpressers auf, in dem er durchgibt, wie die Geldübergabe ablaufen soll. Bei Kronhoffs Fahrt über die Autobahn Richtung Nürnberg wird sein Auto unauffällig von diversen Dienstfahrzeugen der Polizei begleitet. Kronhoff wirft das Päckchen von der bezeichneten Autobahnbrücke ab. Sobald es sich der Täter aneignen will, erfolgt der Zugriff. Bei dem Mann handelt es sich um Berthold Hoffmann, einen ehemaligen Angestellten der Werbeagentur Geroth. Hoffmanns Verlobte Gisela Holzner stellt sich freiwillig der Polizei. Sie gibt ihre Beteiligung an der Erpressung zu und auch, dass der Einbruch in die Agentur nur vorgetäuscht war. Hoffmann habe sich dort die Karteikarten besorgt, auf denen Geroth alle Verfehlungen einkommensstarker Personen notiert habe, um sie zu erpressen. Ihr Verlobter habe diese Karten ganz zufällig gesehen, als Geroth einmal vergessen habe, sie wegzuschließen. Als Veigl sich die Unterlagen genauer ansieht, bemerkt er auf den Karten Steffen, Kronhoff, Klingner und Schwarz ein großes X. Alle vier waren an jenem Abend in der „Waldschänke“.
Nachdem Veigl vor allem Werner Steffen umfangreich befragt hat und anschließend weitere Fragen an Walter Schwarz richtet, geht dieser zu Steffen und bittet um Hilfe, da er verschwinden müsse. Steffen erwidert, er habe ihn schon einmal gedeckt, als er eine Radfahrerin überfahren habe und abgehauen sei. Bitter erwidert Schwarz, damit habe er ihn ja auch erpresst. Durch einen anonymen Anruf findet man auf dem Gelände von Steffens Spedition den Wagenheber, der bei der Manipulation an Geroths Wagen benutzt worden ist. Nachdem Schwarz Steffen mit der Skizze erpressen will, die von Steffen stammt und die Anweisung enthält, wie er bei der Durchtrennung der Bremsleitungen vorzugehen habe, versucht dieser, ihn zu überfahren. Ein Passant benachrichtigt Polizei und Krankenwagen. Schwarz flüstert ihm noch zu, er solle Veigl von der Mordkommission benachrichtigen. Als Steffen die in Schwarz’ Wohnung deponierte Skizze, auf der seine Fingerabdrücke sind, holen will, sind Veigl und Lenz schon da. Zwar gelingt es ihm noch zu fliehen. Als er jedoch sein Auto starten will, wartet dort Kriminalobermeister Brettschneider auf ihn, der feststellt: „Sie sind verhaftet, Herr Steffen.“

## Produktionsnotizen
Gedreht wurde die Folge in den Monaten Februar/März 1980 in München und Umgebung. Die Redaktion lag bei Peter Hoheisel. Das Drehbuch von Theo Regnier, dessen Erstlingswerk Spiel mit Karten im Jahr 1980 war, enthielt eine Auto-Verfolgungsjagd, die auf einem extra hierfür freigegebenen Autobahnteilstück in der Nähe des Flughafens München-Riem gedreht wurde. Es bedurfte langer Verhandlungen, um die Freigabe zu erreichen. Hervorzuheben bei dieser Tatort-Folge ist auch die Besetzung des Automechanikers Walter Schwarz mit dem Autor, Regisseur und Schauspieler Franz Xaver Kroetz.

## Rezeption

### Einschaltquoten
Bei ihrer Erstausstrahlung am 27. Juli 1980 erreichte die Tatort-Folge Spiel mit Karten 11,89 Mio. Zuschauer, was einem Marktanteil von 37 % entsprach.

### Kritiken
TV Spielfilm meinte, der „TV-Krimi zum 70. Geburtstag von Franz Xaver Kroetz am 25.2.“ sei ein „Wiedersehen mit dem Paradebayern“.
Das Fernsehmagazin Gong urteilte: „Einfach“ und gab drei von sechs Punkten, was der Wertung „durchschnittlich“ entspricht.
Das Fernsehmagazin Hörzu gab für Humor, Spannung und Gefühl jeweils einen von drei Punkten und kam zu dem Gesamturteil: Annehmbar.